# Новичевський Андрій Степанович
Новичевський Андрій Степанович (?, місто Ковель, Ковельський повіт, Волинська губернія, Російська імперія — ?) — старшина Дієвої Армії УНР.

## Біографія
Народився у місті Ковель Волинської губернії. 
Витримав іспит на атестат зрілості при Бєльській гімназії Холмської губернії. З 1896 року працював повітовим канцеляристом. З 1900 року — однорічник 2-го розряду. Закінчив з відзнакою Одеське піхотне юнкерське училище (у 1904 році), брав участь у Російсько-японській війні. З 1906 року служив у 166-му піхотному Рівненському полку (місто Київ), у складі якого брав участь у Першій світовій війні. Був двічі поранений та контужений. Нагороджений всіма орденами до Святого Володимира IV ступеня з мечами та биндою. У 1917 року — підполковник, помічник командира 166-го Рівненського полку.
З серпня 1917 року — помічник київського повітового військового начальника. 3 весни 1918 року — помічник київського повітового коменданта, згодом — комендант київського повіту. З 14 грудня 1918 року — начальник управління комендатури Києва військ Директорії. 
Подальша доля невідома.